# Мортеляно
Мортеля̀но (на италиански: Mortegliano; на фриулски: Morteàn, Мортеан) е градче и община в Северна Италия, провинция Удине, автономен регион Фриули-Венеция Джулия. Разположено е на 41 m надморска височина. Населението на общината е 5093 души (към 2010 г.).